# Bara bada bastu
Singles de KAJ
Dansgolv
(2024)
Chansons représentant la Suède au Concours Eurovision de la chanson
Unforgettable de Marcus & Martinus
(2024)
Bara bada bastu est une chanson de KAJ, groupe finlandais d'expression suédoise, sélectionné pour représenter la Suède au Concours Eurovision de la chanson 2025.
La chanson, chantée majoritairement en suédois (dialecte de Vörå) avec quelques mots en finnois, parle de la culture du sauna en Finlande. Le titre signifie « Juste aller au sauna ».

## Melodifestivalen 2025
Pour sélectionner leur chanson pour l'Eurovision, la SVT, diffuseur public suédois de télévision, organise chaque année le Melodifestivalen, qui est devenu au fil du temps l'un des programmes de télévision les plus populaire du pays. L'édition 2025 consiste en une compétition de six semaines, qui inclut cinq demi-finales et une finale. Lors de chaque demi-finale, deux chansons sont qualifiés et une autre est sélectionnée pour un tour de repêchage, qui a lieu juste après la fin de la dernière demi-finale. 12 artistes et groupes s'affrontent donc lors de la finale, durant laquelle le vote est partagé entre public suédois et jury international, comptant chacun pour la moitié du résultat final.

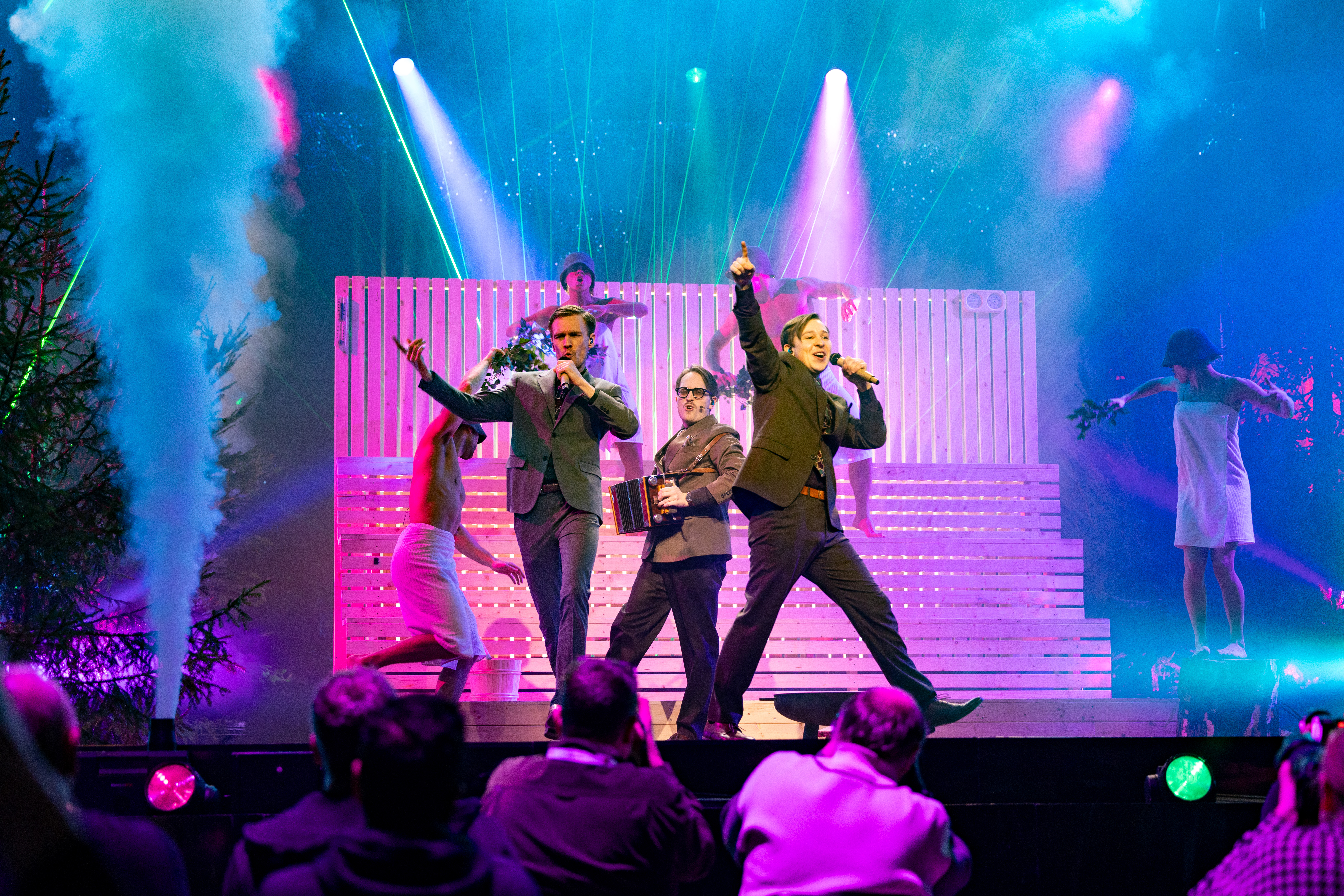
KAJ performant Bara bada bastu lors du Melodifestivalen 2025.

Le 27 novembre 2024, le groupe KAJ est annoncé comme l'un des trente participants du festival, avec la chanson Bara bada bastu.
Le groupe participe à la quatrième demi-finale qui se déroule à la Malmö Arena le 22 février 2025. Lors de celle-ci, ils réussissent à obtenir la deuxième place, et se qualifient ainsi pour la finale du concours.
Lors de la finale du 8 mars 2025 qui se déroule à la Strawberry Arena de Stockholm, le groupe remporte la victoire avec un total de 164 points, avec 7 points d'avance par rapport au candidat arrivé deuxième, l'ancien vainqueur de l'Eurovision 2015 Måns Zelmerlöw.

## À l'Eurovision
La chanson participe lors de la première demi-finale du Concours Eurovision de la chanson 2025, le 13 mai, à Bâle, en Suisse, lors de laquelle elle termine quatrième et se qualifie pour la finale du 17 mai. Lors de la finale, la chanson se place à nouveau en quatrième position, avec un total de 321 points.

## Classements
| Classement | Meilleure position |
| ---------- | ------------------ |
| Finlande   | 1                  |
| Suède      | 1                  |